# HD 105089
HD 105089，又名BD-02 3460，SAO 138585、HR 4613，是一颗恒星，视星等为6.37，位于銀經281.26，銀緯57.82，其B1900.0坐标为赤經12h 0m 52.5s，赤緯-2° 57.82′ 27″。